# Zawodska terytorialna hromada
Zawodśke (ukr. Заводська селищна громада) – hromada w obwodzie tarnopolskim, w rejone czortkowskim.
Utworzona 11 sierpnia 2015 r.
Hromada składa się z osiedla typu miejskiego Zawodśke i pięciu wsi: Szmańkowce, Szmańkowczyki, Szwajkowce, Uhryń, Zalissia.